# Alalgar
Alalgar (také psáno jako Alalĝar, jindy Alalngar nebo Alaljar) z Erida byl druhým „předpotopním“ králem Sumeru (asi před 2900 př. n. l.) a podle sumerského královského seznamu vládl 10 sarsů, odpovídajících asi 36 000 let. Po jeho smrti vláda nad Sumerem přešla z Eridu do Bad-tibiry.